# Street Fighter Alpha: Generations
Street Fighter Alpha: Generations (também creditado como Street Fighter Zero: Generations) é um filme de animação japonês de 2005 dirigido por Ikuo Kuwana e produzido pela Capcom.
O filme é uma OVA baseado em alguns personagens da série de jogos Street Fighter Alpha. Diferentemente dos outros dois animes lançados anteriormente pela Capcom, esse fora produzido nos EUA e Japão por uma equipe japonesa, nos estúdios da A.P.P.P., porém a distribuição ficou a cargo novamente da Manga Entertainment.

## Sinopse
Gouki (Akuma na América)e Goutetsu, seu mestre, travam uma sangrenta batalha. Gouki já dá claros sinais de dominação de uma força negra em sua alma, o deixando com a aparência de um Demonio. Ao término do combate, Gouki assassina seu mestre e lhe rouba o colar de orações (aparentemente de madeira), que depois passaria a ser-lhe característico. Gouken, irmão de Gouki e também discípulo de Goutetsu, assiste ao brutal assassinato.
O filme então resgata o passado de Gouki, quando ainda tinha aparência humana. Durante uma de suas crises para não se deixar controlar pela sua energia negra, conhecida como Dark Hadou (ou Satsui no Hadou) ele é socorrido por Sayaka, uma jovem também presente ao dojo de seu mestre. Dias depois, Gouki questiona seu mestre o porque da técnica secreta do Shotokan ser proibida. Goutetsu simplesmente ordena que Gouki se afaste dela, por ser unicamente voltada a morte, o que acaba desagradando o jovem lutador. Gouki pensa em se tornar cada vez mais forte e sabe que essa técnica o fará se tornar o mais forte, apesar dos riscos. Percebendo a ganância de Gouki, Goutetsu alerta a Gouken sobre os perigos a que seu irmão está se envolvendo ao praticar a técnica proibida pelos antepassados. Nessa mesma noite, Gouki e Goutetsu travam a sangrenta batalha do início do anime, com Gouki praticamente dominado pelo Satsu no Hadou. Gouken e Sayaka assistem ao assassinato de seu mestre e a transformação que Gouki sofreu. Gouki toma o colar de orações de Goutetsu para si.
Anos mais tarde, Ryu se dirige ao norte do Japão para mais um aniversário da morte de seu mestre, Gouken. Em sua caminhada pela região montanhosa, encontra Fuka, uma jovem também prestando homenagens aos seus pais falecidos, e depois se dirige ao antigo dojo de seu mestre. Em frente ao pátio onde estudou artes-marciais, Ryu tem um pesadelo com Gouki, o assassino de seu mestre, que lhe dá a recomendação pra nunca enfrentá-lo. Ao amanhecer, ainda no dojo, Ryu se depara com um ancião que o instiga a participar de uma luta. Ele se auto-denomina "Velho Mestre", mas Ryu passa a o chamar de "vovô", alusão a sua idade avançada. Mesmo com a idade, o velho mestre bate Ryu que, vencido, aceita o convite para passar um tempo em seu dojo treinando. Lá, Ryu descobre que a garota que ele havia encontrado anteriormente, Fuka, é neta desse velho mestre (Neta de consideração por que o pai de Fuka morreu tentando ser um Mestre das Artes Marciais). Em uma visita a cidade pra fazer compras, Ryu e Fuka se deparam com uma estudante de artes marciais em busca de Ryu, Sakura, que desmaia ao ver seu ídolo. Levada até o dojo onde está hospedado, Ryu descobre que Sakura veio ao seu encontro a mando de Ken, quando haviam se encontrado em Tóquio. Ela pede que Ryu lute contra ela, pra ela se aperfeiçoar em suas técnicas. Pedido atendido, Ryu e Sakura tem uma luta desigual, Ryu com grande vantagem e poupando Sakura.
Na manhã seguinte, Ken se dirige ao túmulo de seu mestre Gouken e, no meio do caminho, o velho mestre o impede que chegue até Ryu, por achar que esse deve encontrar sua "Fé Verdadeira nas Artes Marciais sozinho", segundo palavras dele. Ryu encontra Gouki e ambos começam o combate esperado pelo japonês. O velho mestre explica a Ken que o Satsu no Hadou é a força pura da destruição na Terra. Gouki, possuído pela energia negra, é muito mais forte que Ryu. Porém, o jovem começa a manifestar a energia negra dentro de si, tornando a luta mais interessante. O velho mestre diz a Ken que ele luta para manter Ryu o "filho" de Gouki (Ryu é filho de Gouki com Sayaka) longe dessa força negra . A batalha é sangrenta, mas termina sem vencedor e a promessa de Gouki que ambos ainda se enfrentarão no futuro.

## Recepção do Filme
Esse anime, o último  lançado oficialmente pela Capcom, empresa responsável pelos jogos, foi outra obra baseada nos personagens do jogo, sem fazer parte do enredo da série propriamente dito. Dessa vez, não trouxeram vários personagens como no anime anterior, Street Fighter Alpha: The Movie, focando a história completamente na disputa entre Ryu e Akuma. Apesar de novamente não ter sido deixado clara a ligação entre esse anime e o lançado em 1999, as histórias se completam, sendo o começo desse anime a morte do personagem Goutetsu e da metade em diante se passando após os acontecimentos em Street Fighter Alpha The Movie. Alguns pontos deixam isso claro, como o fato de Sakura estar a procura de Ryu.
A caracterização dos personagens ficou diferente das versões anteriores. Essa animação foi produzida nos EUA por uma equipe japonesa, ao contrário das anteriores feitas no próprio Japão. Esse anime foi lançado apenas nos EUA, porém foi dublado tanto nas versões em inglês como em japonês, opções de escolha no DVD vendido no site oficial.

## Informações Adicionais
- Uma das informações que ficaram sem explicação foi a conversa do velho mestre com Ken sobre um possível "filho" de Akuma. Porém, não é dito quem é esse filho, não mencionando também se é um filho biológico ou apenas um pupilo, discípulo das artes marciais.
- Estão presentes no anime apenas Ryu, Akuma, Ken e Sakura da série de jogos. Goutetsu faz parte do enredo dos jogos, porém nunca foi personagens selecionável. Gouken no tempo do anime não era um personagem jogável, somente no Street Fighter IV foi possível seleciona-lo. Apesar de não revelar seu nome, o "velho mestre" é o personagem Retsu, presente no primeiro Street Fighter (jogo).